# Peter Steiniger
Peter Steiniger (geboren ca. 1788) war ein preußischer Kreisdeputierter und Steuereinnehmer. 1848 war er vertretungsweise Landrat des Kreises Waldbröl.
Der Protestant und Steuereinnehmer Steiniger versah in der Nachfolge von Josef Sonoré vom 31. März bis zum 1. August 1848 im Vertretungswege die Geschäfte des Landrats des Kreises Waldbröl. Seine Nachfolge trat Oskar Danzier an.